# Cincinnata fasciata
Cincinnata fasciata là một loài bọ cánh cứng trong họ Cerambycidae.